# 산베네딕토섬

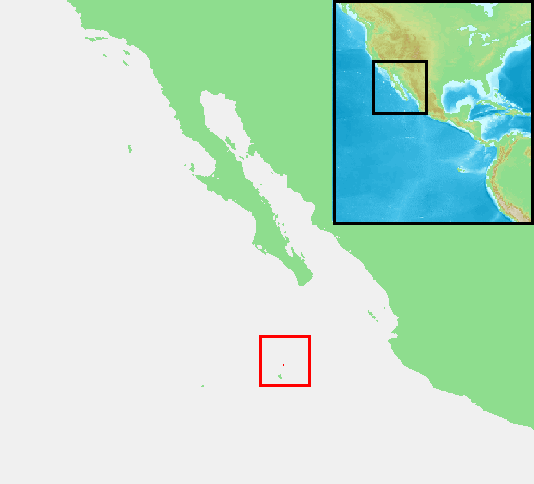
산베네딕토 섬

산베네딕토섬(스페인어: Isla San Benedicto 이슬라산베네딕토[*])은 멕시코 레비야히헤도 제도의 화산섬으로, 레비야히헤도 제도에서 가장 큰 4개의 섬 중 하나이다. 무인도이다.
섬에는 바르세나 화산이 있는데 이 화산은 1952년 말부터 1953년 초까지 폭발하며 새로 만들어졌다. 이 화산의 형태는 분석구이다.